# Pulsatilla montana
Pulsatilla montana je druh rostliny z čeledi pryskyřníkovité (Ranunculaceae).

## Popis
Jedná se o vytrvalou rostlinu dorůstající nejčastěji výšky 8–20, za plodu až 45 cm s vícehlavým oddenkem. Lodyha je přímá, huňatá. Přízemní listy jsou dlouze řapíkaté, vícenásobně lichozpeřené či peřenosečné, úkrojky posledního řádu širší než 2 mm. Lodyžní listy (nebo listeny, záleží na interpretaci) jsou ve srostlém útvaru s úzkými úkrojky, je umístěn pod květem, za plodu níže. Květy jsou většinou trochu skloněné, tmavě fialové až černofialové. Okvětních lístků (ve skutečnosti se ale jedná o petalizované (napodobující korunu) kališní lístky a koruna chybí) je nejčastěji 6, jsou asi 2–3 cm dlouhé, vně plstnaté. Kvete v březnu až v květnu. Tyčinek je mnoho. Gyneceum je apokarpní, pestíků je mnoho. Plodem je nažka, která má na vrcholu až 3 cm dlouhý chlupatý přívěsek. Nažky jsou uspořádány do souplodí. Počet chromozomů je 2n=16, 24, 32 nebo 48.

## Rozšíření
Pulsatilla montana je druh hor jižní Evropy. od jižní části Alp, po jižní Karpaty v Rumunsku, na jih po severní Řecko. Roste od kolinního do montánního stupně, většinou na vápnitém podkladě.